# Barnkoloni

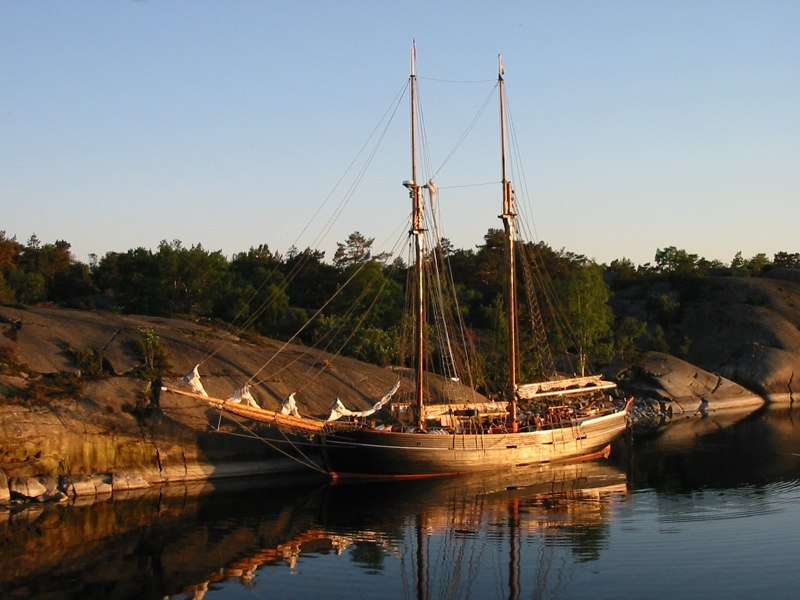
Heute gibt es sehr spezielle Camps, wie zum Beispiel Segelfreizeiten auf dem alten Schoner „Ellen“.

Barnkoloni (Kinderkolonie, oder auch: Kinder-Sommercamps), oder auch kurz: Kollo, war früher in Schweden eine übliche Sommeraktivität für Kinder aus den großen Städten.
Verwaltet von den Einrichtungen der kommunalen Sozialhilfe, wurde es Kindern aus armen Familien ermöglicht, während der Sommerferien in eine Kinderfreizeit zu fahren. Die Kosten wurden größtenteils von der Kommune getragen. In der Kolonie gab es Lagerleiter, strenge Regeln in den Schlafsälen, Küchendienste, aber auch geregelte Tagespläne für verschiedene Aktivitäten, wie sportliches Training und Wettbewerbe, Ausflüge, Schwimmunterricht und auch Zeit für Spiel und Freizeit.
Solche Kinderkolonien waren in Schweden Anfang des 20. Jahrhunderts weit verbreitet und bis Mitte der 1970er Jahre noch in vielen Kommunen zu finden.
Schließlich entwickelten sich die traditionellen Kinderkolonien mehr und mehr zu einer Alternative auch für Familien, die keine ökonomischen Probleme hatten, da man annahm, dass der Aufenthalt in der Kolonie besser sei, als die Kinder während der Schulferien ohne Aufsicht und Beschäftigung in der Stadt sich selbst zu überlassen.
Die Kolonien entwickelten sich mit der Zeit zu speziellen Themen-Camps. So gibt es beispielsweise Reitcamps, Fußballcamps oder auch Segelcamps. So wurde auch das Interesse an der „Kollo“ neu geweckt. Kinder und Eltern erkannten, dass man im Camp neue Freunde kennenlernen und sich und seine Interessen ausprobieren kann.
Heute nennen sich viele Feriencamps „Kollo“, obwohl sie, anders als im ursprünglichen Sinn, für alle Kinder offen sind und die Eltern für den Ferienaufenthalt selbst bezahlen müssen.
Das Vorurteil, dass die „barnkoloni“ eine Einrichtung für Kinder aus armen Familien sei, lebte dennoch noch lange fort.